# Ironoquia dubia
Ironoquia dubia är en nattsländeart som först beskrevs av Stephens 1837.  Ironoquia dubia ingår i släktet Ironoquia och familjen husmasknattsländor. Arten är reproducerande i Sverige. Inga underarter finns listade i Catalogue of Life.